# Нікола Падоїн
Нікола Падоїн (італ. Nicola Padoin; нар. 24 лютого 1979, Монтебеллуна) — італійський футболіст, що грав на позиції півзахисника. По завершенні ігрової кар'єри — спортивний функціонер.

## Ігрова кар'єра
Народився 24 лютого 1979 року в місті Монтебеллуна. Вихованець футбольної школи клубу «Мілан».
У дорослому футболі дебютував 1999 року виступами за третьолігову команду «Прато». Відіграв за команду з Прато наступні чотири сезони своєї ігрової кар'єри. Більшість часу, проведеного у складі «Прато», був основним гравцем команди.
Згодом з 2003 по 2005 рік грав у складі команд «Емполі», «Прато» та «Санремезе». В сезоні 2002/03 провів за «Емполі» дві гри у найвищому італійському дивізіоні, свої єдині матчі в еліті італійського футболу.
2005 року уклав контракт зі «Спецією», у складі якої провів наступні три роки своєї кар'єри гравця. Граючи у складі «Спеції» також здебільшого виходив на поле в основному складі команди.
Протягом 2008—2013 років захищав кольори «Реджяни», «Спеція», «Лекко» та «Фоліньйо».
Завершив ігрову кар'єру у команді «Магра Адзуррі», за яку виступав протягом 2013—2014 років.